# Alberto III di Weimar-Orlamünde
Alberto III di Weimar-Orlamünde (... – 1283 o 1293) fu conte di Weimar-Orlamünde dal 1247 alla morte. Egli apparteneva alla linea collaterale della stirpe degli Ascanidi di Weimar-Orlamünde.

## Biografia
Era il terzogenito del conte Ermanno II e della principessa Beatrice di Andechs-Merania, figlia del duca Ottone VII di Merano. Quando suo padre morì, era minorenne, come tutti i suoi fratelli. È estremamente difficile da rintracciare nelle fonti storiche e pertanto non si sa quasi nulla della sua vita. Succedette a suo padre nel 1247 con i suoi due fratelli Ermanno III e Ottone III/IV. Probabilmente ricevette una piccola parte degli allodi, ma di fatto non governò come conte. Morì nel 1283 o nel 1293 e non si conoscono discendenti.